# Gyermekvédelem
A gyermekvédelem a szociális munka szakterülete, olyan köztevékenység, mely a gyermek családban történő nevelkedésének elősegítésére, veszélyeztetettségének megelőzésére és megszüntetésére, valamint a szülői vagy más hozzátartozói gondoskodásból kikerülő gyermek helyettesítő védelmének biztosítására szolgál.
A gyermekvédelmi rendszer egy adott állam gyermekvédelmének leírására szolgáló kategória, mely magába foglalja a gyermekvédelem funkcióit, szabályait, megoldásait, szervezeteit, működésmódjait.
Magyarországon törvény, amely szabályozza: az 1997. évi XXXI. törvény A gyermekek védelméről és a gyámügyi igazgatásról.

## A gyermekvédelem története Magyarországon

### Az első magyar gyermekvédelmi törvény
Az első magyar gyermekvédelmi törvényt 1901. évi VIII. törvénycikk az állami gyermekmenhelyekről  Hajdu József előterjesztésében tárgyalta az Országgyűlés 1901 március 12-én. A törvény állami feladatként határozza meg a hatóságilag elhagyottaknak nyilvánított hét éven alóli gyermekek védelmét.  
Magyarországon nem volt kiépített állami gyermekvédelmi intézményrendszer . 1881 és 1885 között évente átlagosan 1100 magyar gyermeket neveltek a bécsi lelencházban és ez a magyar államnak évente 33.000 forintjába került. Nyilvánvaló módon ezek a gyermekek miután német nyelvű nevelést kaptak egyben el is vesztek a magyar nemzet számára. De gyakorlat volt a Felvidékenaz is, hogy a tót anyanyelvű árvákat Prágába vitték és csehországi lelenc menhelyeken helyezték el.
A gyermekvédelmi törvény szükségességét indokolta, hogy az 1886 évi XXII-es törvénycikk az árvák, és törvénytelen gyermekekről történő gondoskodását a községek feladatává tette és sok szegény település ezt a feladatát képtelen volt ellátni.
Az országban két egyesületi alapon működő gyermek menhely volt: az „Első budapesti gyermekmenhely” és a „Fehérkereszt országos lelencház-egyesület” Ez a két társadalmi szervezet mindössze az országban élő ellátásra szoruló gyermekek egyhatodának az ellátását volt képes biztosítani.
A törvény 3 alapvető pontot tartalmazott:
1. A gyermek menhelyi elhelyezésére határozat alapján kerül sor. A határozat meghozatala előtt nyomozást kell végezni kivizsgálva a körülményeket, különösen az anya és családja vagyoni helyzetét. Talált gyermek esetén kísérletet kell tenni a szülőanya megkeresésére.
2. Az intézetbe felvett gyermekek, csak időlegesen kerülnek intézeti elhelyezésre és lehetőség szerint a lehető legrövidebb időn belül tápanyának adatnak ki. A törvény támogatja, hogy a gyermekek családba kerüljenek és családi körülmények között nevelkedjenek. A gyermekek orvosi felügyeletéről gondoskodni szükséges.
3. A gyermekek menhelyi ellátása az állam anyagi lehetőségeit figyelembe véve 7 éves korukig tart. A 7-15 év közötti gyermekek ellátásának terhei az illetékes községek terheit képezik.

A törvénybe a zárószavazást megelőzően bekerült még egy kiegészítés: 
Az állami gyermekmenhelyek a kötelékükbe tartozó vagy tartozott kiváló tehetségű gyermekeknek továbbképeztethetőségük céljából a különböző állami tanintézeteknél lévő ingyenes ellátási helyekre felvétele érdekében közbenjának.

### ONCSA
1940-ben létrejött az Országos Nép- és Családvédelmi Alap (ONCSA) a sokgyermekes, szegény családok támogatására.

### A jelenleg hatályos jogszabály
A jelenleg hatályos jogszabály az 1997. évi XXXI. törvény a gyermekek védelméről és a gyámügyi igazgatásról.

## Gyermekvédelmi alapellátások
- Pénzbeli ellátások: 
  - rendszeres pénzügyi támogatás,
  - rendkívüli pénzügyi támogatás,
  - kiegészítő pénzügyi támogatás
  - óvodába járási támogatás
  - gyermektartásdíj állam általi megelőlegezése,
  - otthonteremtési támogatás
- Személyes gondoskodást nyújtó ellátások:  
  - gyermekjóléti szolgáltatás (tájékoztatás; tanácsadás; várandós anyák támogatása; szabadidős programok szervezése; veszélyeztetettség feltárása, javaslat készítése; családgondozás)
  - gyermekek napközbeni ellátása (bölcsőde, családi napközi, házi gyermekfelügyelet)
  - átmeneti gondozási formák
    - helyettes szülő
    - családok átmeneti otthona
    - gyermekek átmeneti otthona

Helyettes szülő az lehet, aki a 24. életévét betöltötte, büntetlen előéletű magyar állampolgár, nincs eltiltva saját gyermeke(i)vonatkozásában a szülői felügyeleti jog gyakorlásától és sikeresen elvégezte a szükséges tanfolyamot. Max. 5 gyermeket nevelhet (a sajátjaival együtt).

## Szakellátás
Hatósági intézkedések
- nevelésbe vétel
- védelembe vétel
- családba fogadás
- kiskorú ideiglenes hatályú elhelyezése
- utógondozás
- kiskorú nevelési felügyeletének elrendelése
- bűnelkövető fiatalkorúak intézeti ellátása és pártfogó felügyelete

gyermekjóléti szakellátások
- Otthont nyújtó ellátás
  - nevelőszülő
  - gyermekotthon
  - speciális otthon
  - csecsemőotthon
- Területi Gyermekvédelmi Szakszolgáltatás (TEGYESZ)

### A nevelőszülő
Fajtái: 
- nevelőszülő: max. 5 gyermeket nevelhet
- különleges/speciális nevelőszülő: max 3 gyermeket nevelhet

Ki lehet nevelőszülő?
- Minimum 24 éves kor
- nincs eltiltva a közügyektől
- személyisége, lakáskörülményei alkalmasak gyermek befogadására
- min. 18, max. 50 évvel idősebb a gyermeknél
- Elvégezte az előírt tanfolyamot

Feladata:
- befogadás, gondozás, nevelés
- csak osztott gyám lehet (oktatás, egészségügy, okiratok beszerzése)

Megszüntethető:
- felmondással (a nevelőszülő kérésére)
- a nevelőszülő
  - elköltözik
  - gondnokság alá kerül
  - bűncselekményt követ el
  - elhalálozik A nevelőszülők 2014. január 1-től foglalkoztatási jogviszonyban állnak a működtetővel.

## Gyermekvédelmi intézmények
- Szolgáltatást nyújtó intézmények: gyermekjóléti szolgálat, területi gyermekvédelmi szakszolgálat, napközbeni ellátást nyújtó intézmények, átmeneti gondozást nyújtó intézmények
- Hatósági jog- és feladatkörrel rendelkező intézmények: helyi önkormányzat képviselő-testülete, jegyző, gyámhivatal

## Digitális gyermekvédelem
Komplex társadalmi szemlélet és gyakorlat, amely az online, hálózati környezetben/kultúrában a
- kiskorúakat érintő online kockázati kitettségek azonosítását,
- azok minimalizálását célzó intézkedéseket, programokat (különösen az online   médiatudatosság fejlesztését),
- a káros/veszélyes tartalomszolgáltatási és felhasználási módok szabályozását és az áldozathibáztatást kerülő sérelemkezelést jelenti – az állami és egyházi intézmények, az iparági szereplők, illetve a civilszféra és a családok aktív részvételével.[3]

A digitális gyermekvédelem vonatkozásában megemlítendőek az ún. fekete és fehér listák is, amelyek a gyermekek fejlődésére ártalmasnak vélt, illetve kifejezetten a gyermekek számára készített tartalmakat, internetes oldalakat tartalmaznak.